# Pavlovskijregementet
Pavlovskijregementet (eg, Livgardets Pavlovska regemente) ry: Лейб-гвардии Па́вловский полк ) var ett ryskt infanteriförband inom den tsarryska krigsmakten.

## Historia
Pavlovskijregementet uppsattes 1796 som Pavlovska grenadjärregementet av kejsar Paul I av Ryssland, av två bataljoner och två reservkompanier från Moskvas grenadjärregemente. Förbandet var förlagt till Sankt Petersburg i Ryssland. För sina insatser under den franska invasionen upphöjdes regementet till gardesregemente 1813. Kejsaren var regementets chef 1794-1917, och den siste var Nikolaus II. Regementet lades ned på order av bolsjevikerna i maj 1918.

## Traditioner
Regementet tilldelades uppnästa och rödhåriga eller blonda soldater från hela Ryssland. Detta skedde till Paul I:s minne eftersom kejsaren själv var uppnäst och rödhårig.